# Cirque d'hiver
O Cirque d'Hiver ("Circo de Inverno"), localizado na 110 rue Amelot (na junção da rue des Filles Calvaires e rue Amelot, Paris 11ème), tem sido um local de destaque para circos, exposições de adestramento, concertos musicais e outros eventos, incluindo exposições de luta livre turca e até espectáculos de moda. O edifício foi projetado pelo arquitecto Jacques Ignace Hittorff e foi inaugurado pelo Imperador Napoleão III no dia 11 de dezembro de 1852 como o Cirque Napoléon. Os concertos orquestrais de Jules Etienne Pasdeloup foram inaugurados no Cirque Napoléon em 27 de outubro de 1861 e continuaram por mais de vinte anos. O teatro foi renomeado para Cirque d'Hiver em 1870.

## Cirque d'Hiver na ficção
- Em 1956, Carol Reed dirigiu o filme Trapézio. Em parte, foi filmado no Cirque d'hiver.[2]
- Elizabeth Bishop escreveu um poema intitulado "Cirque D'Hiver".[3]